# George et Fanchette
Pour plus de détails, voir Fiche technique et Distribution.
George et Fanchette est un téléfilm français en deux parties de 90 minutes réalisé par Jean-Daniel Verhaeghe, diffusé les 1er et 8 mai 2010 sur France 3.

## Description
Ce téléfilm raconte les relations entre l'écrivaine George Sand et une jeune paysanne, Fanchette, qu'elle a prise sous son aile. 
Le premier épisode se déroule durant l'été 1846. George Sand est dans sa résidence de Nohant. À l'occasion de la traditionnelle « journée des confitures», elle fait la connaissance d'une jeune paysanne à laquelle elle va s'attacher. Elle la prend à son service et tente de lui enseigner la lecture et l'écriture. La jeune fille, d'abord rebelle, finit par comprendre combien l'instruction peut conduire à son émancipation. Une complicité nait ainsi entre les deux personnages. 
Le second épisode se déroule en 1848 dans le contexte des insurrections ouvrières parisiennes. George Sand continue à protéger maternellement Fanchette enceinte, d'abord à Nohant, puis à Gargilesse où Fanchette finit par se marier avec l'instituteur.
Au travers des relations entre George Sand et ce personnage fictif, Anne Andrei et Jean-Daniel Verhaeghe s'attachent à peindre un portrait de George Sand au moment où celle-ci se lasse de Chopin. On y découvre une femme contradictoire, partagée entre ses idées progressistes – c'est durant cette époque que George Sand est attirée par le communisme et fonde une revue d'opposition l'Éclaireur de l'Indre – et un caractère autoritaire. On y découvre également les relations houleuses qui existaient entre George Sand et ses enfants. Autour des deux héroïnes gravitent des personnalités réelles du monde artistique de l'époque : le pianiste Chopin, le graveur Alexandre Manceau, le peintre Eugène Delacroix, ses enfants Maurice Sand et Solange et son gendre le sculpteur Auguste Clésinger. 

## Production
Le personnage de Fanchette est inventé par la scénariste, mais il s'appuie sur des aspects réels de la personnalité de George Sand : elle avait un grand souci de l'éducation des jeunes filles, en particulier des paysannes, jusqu'à apprendre à lire aux enfants de ses servantes et a effectivement « adopté » une jeune fille, Augustine Brault, à cette époque. Le prénom de Fanchette rappelle un épisode dramatique de 1843 concernant une jeune handicapée mentale violée par des vagabonds au sort de laquelle George Sand s'est intéressée.
Le tournage du film ne s'est pas déroulé à Nohant, mais au château de Salvanet près de Limoges.

## Accueil
Le téléfilm, diffusé pour la première fois sur France 3 le 1er mai 2010 et le 8 mai 2010, a recueilli un succès d'audience avec 2,6 millions de téléspectateurs pour le premier épisode mais seulement 2,1 millions pour le second épisode.

## Fiche technique
- Réalisateur : Jean-Daniel Verhaeghe
- Scénario : Anne Andrei
- Dates de diffusion :
  - France : 1er mai 2010 et 8 mai 2010 sur France 3

## Distribution
- Ariane Ascaride : George Sand
- Anaïs Demoustier : Fanchette
- Philippe Chevallier : Gustave Papet
- Raphaël Personnaz : Maurice Sand, fils de George Sand
- Alexis Loret : Alexandre Manceau
- Marie Vincent : Marie
- Nicolas Vaude : Eugène Delacroix
- Françoise Gillard : Solange
- Denis Podalydès : Agricol Thiercellin
- Fabrice Pruvost : Frédéric Chopin
- Sophie Artur : mère de Fanchette
- Julien Cheminade : Émile